# Niên đại lịch sử Québec (1900 đến 1930)

## Thập niên 1900
- 1900 - Tổng tuyển cử (Québec): Đảng Tự do chiếm đa số ghế.
- 1900 - Ngày 6 tháng 12, ở Lévis, Alphonse Desjardins thành lập cơ sở đầu tiên của chuỗi các Quỹ đại chúng Desjardins, cũng là quỹ tiết kiệm đại chúng đầu tiên ở Bắc Mỹ.
- 1900 - Tổng đình công trong ngành công nghiệp giày ở Québec: có sự tham gia của 5.000 công nhân và 3 hội đoàn. Sự can thiệp hòa giải của Tổng giám mục Louis-Nazaire Bégin giúp chấm dứt cuộc đình công năm 1901.
- 1900 - Nổi dậy nổ ra ở Montréal do cuộc chiến tranh Nam Phi.
- 1901 - Do cuộc đình công ngành giày trong năm ngoái ở Québec, Nghị viện tỉnh biểu quyết một đạo luật thành lập những hội đồng hoà giải và trọng tài nhằm giải quyết các tranh chấp trong công nghiệp (Luật về các tranh chấp công nhân).
- 1901 - Charles-Théodore Viau chế ra bánh quy gọi là whippet và thương hiệu tiệm bánh mì P.O.M. (Pride of Montreal) ra đời.
- 1902 - Chính quyền tỉnh chỉ định một ủy ban điều tra về những trở ngại đối với công cuộc di dân.
- 1902 - Thủ hiến tỉnh là Simon-Napoléon Parent triệu tập một hội nghị liên tỉnh thứ hai được tổ chức tại Québec.
- 1902 - Đại hội lần đầu tiên các bác sĩ Pháp ngữ được tổ chức.
- 1903 - Lomer Gouin thúc đẩy việc biểu quyết một đạo luật nâng tuổi tối thiểu để làm việc trong nhà máy từ 12 lên 13 tuổi.
- 1903 - Frédéric-Liguori Béique thành lập nhật báo Le Canada ở Montréal.
- 1903 - Eva Circé-Côté thành lập Thư viện thành phố Montréal.
- 1903 - Dự luật chống các vở kịch xấu.
- 1903 - Thành lập Hội các nhà báo Canada gốc Pháp.
- 1903 - Nhiều cuộc đình công nổ ra ở Montréal (công nhân bốc dỡ, nhân viên xe điện).
- 1903 - Một đạo luật của Québec (chương 30) nâng tuổi tối thiểu được đi làm ở nhà máy từ 12 lên 13 tuổi cho con trai nhưng duy trì giới hạn 14 tuổi cho con gái.
- 1904 - Henri Bourassa bênh vực việc sử dụng hai ngôn ngữ chính thức trong các cơ quan liên bang.
- 1904 - Étienne Desmarteau là người Québec đầu tiên đoạt huy chương vàng Thế Vận Hội.
- 1904 - Tổng tuyển cử (Québec): Đảng Tự do giành đa số ghế.
- 1904 - Được thành lập bởi Olivar Asselin và là cơ quan của Liên đoàn Dân tộc chủ nghĩa Canada vừa ra đời năm trước đó, tờ báo Le Nationaliste ra ấn phẩm đầu tiên ở Montréal.
- 1904 - L.N. Asselin và F.X. Létourneau thành lập tờ báo Le Progrès du Golfe (Tiến bộ vùng Vịnh).
- 1904 - Ngày 13 tháng 3 năm 1904, các giáo sĩ dòng Tên người Pháp thành lập Hội đoàn công giáo Thanh thiếu niên Canada gốc Pháp (Association catholique de la jeunesse canadienne-française, A.C.J.C.) và đại hội đầu tiên được tổ chức.
- 1904 - Hội Saint-Jean-Baptiste thành lập tờ báo La Libre Parole.
- 1905 - Tạo lập từ các Lãnh thổ Tây-Bắc, hai tỉnh Alberta và Saskatchewan gia nhập Liên bang.
- 1905 - Vụ việc các trường học ở tây bắc: trường lớp công giáo dạy bằng tiếng Pháp không được phép mở cho người Pháp thiểu số ở tây bắc.
- 1905 - Simon-Napoléon Parent từ chức thủ hiến tỉnh Québec để đảm nhận chức chủ tịch Ủy ban đường sắt liên lục địa ở Ottawa. Lomer Gouin (đảng Tự do) thay ông nhận chức thủ hiến.
- 1905 - Bộ Di dân tách khỏi bộ Công trình công cộng.
- 1905 - Bộ Lao động tỉnh được thành lập.
- 1905 - Luật Ngày chủ nhật.
- 1905 - Câu lạc bộ Canada Montréal được thành lập ở Montréal.
- 1905 - Đại hội Di dân được tổ chức ở Saint-Jérôme.
- 1905 - Đình công của công nhân ngành thạch cao và ngành xe thồ ở Montréal, có sự can thiệp của Tổng giám mục Bruchési.
- 1905 - Thành lập Collège Macdonald ở Sainte-Anne-de Bellevue, là một trường đại học ngành nông nghiệp.
- 1906 - Ngày 9 tháng 3, luật cấp tỉnh về các nghiệp đoàn hợp tác được biểu quyết nhằm giúp các Quỹ đại chúng Desjardins có được tư cách pháp lý phù hợp. Trước đó Desjardins đã thất bại khi thúc đẩy việc sửa đổi luật cấp liên bang về ngân hàng.
- 1906 - Alphonse Verville được đảng Công nhân bầu ra trong một cuộc bầu cử bộ phận cấp liên bang ở Maisonneuve, thuộc khu vực Montréal.
- 1906 - Phát hiện vàng lần đầu ở vùng Rouyn-Noranda, bên bờ hồ Fortune.
- 1906 - Bút chiến giữa Jules Fournier và Charles ab der Halden về sự tồn tại của một nền văn học Canada.
- 1906 - Ernest Ouimet đưa điện ảnh vào giới thiệu ở Montréal tại rạp chiếu phim mà ông đặt tên là Ouimetoscope.
- 1907 đến 1910 - Québec và Montréal mở trường kỹ thuật để đáp ứng nhu cầu của ngành công nghiệp đòi hỏi nhân công có tay nghề.
- 1907 - Phòng Thương mại Montréal thành lập Trường Thương mại cao cấp Montréal (HEC Montréal). Trường tiếp nhận lớp sinh viên đầu tiên năm 1910.
- 1907 - Cầu Québec bị sập ngày 29 tháng 8 khi vẫn còn đang thi công: 90 công nhân thiệt mạng.
- 1907 - Cha xứ Eugène Lapointe thành lập hội liên hiệp công nhân công giáo đầu tiên ở Chicoutimi: Liên đoàn công nhân tương trợ phương bắc.
- 1907 - Marie Lacoste-Gérin-Lajoie và bà Frédéric-Liguori Béique thành lập Liên đoàn quốc gia Saint-Jean-Baptiste, là một hiệp hội về nữ quyền (phân biệt với các hội SSJB).
- 1907 - Một luật mới cấp tỉnh về công nhân được biểu quyết, nâng tuổi tối thiểu được làm việc trong nhà máy lên 14 tuổi, cả cho con trai và con gái. Nó cũng đưa ra những yêu cầu tối thiểu về đào tạo: biết đọc và biết viết đối với những người dưới 16 tuổi hoặc theo học lớp tối.
- 1907 - Ra mắt tờ báo Action sociale ở Québec và tờ Revue populaire ở Montréal.
- 1907 - F.R. de Rudeval thành lập ở Paris bộ sưu tập "Thư viện Canada".
- 1907 - Đức cha Paul Bruchési cấm trình diễn vở "La Rafale" ở nhà hát Théâtre des Nouveautés.
- 1907 - Chính phủ Québec thành lập Trường kỹ thuật đo đạc, gắn với Khoa Nghệ thuật thuộc Đại học Laval, và thêm Trường lâm nghiệp năm 1910.
- 1907 - Tờ báo L'Action Catholique ra mắt số đầu tiên vào tháng 12. Đây là cơ quan thuộc tổ chức Action sociale catholique (Hoạt động xã hội công giáo) và, một cách không chính thức, của tòa tổng giám mục Québec.
- 1908 - Tổng tuyển cử (Québec): Đảng Tự do giành đa số ghế.
- 1908 - Hội đồng giáo dục công ngưng các phiên họp trong vòng 52 năm (1908 đến 1960).Các Ủy ban tôn giáo làm tiếp nhiệm vụ đó. Xem Audet, 1971, II, tr. 341ss. Xem thêm Audet, RHAF, 1968, tr. 221.
- 1908 - Lễ kỷ niệm ba trăm năm thành lập Québec và hai trăm năm ngày mất của Đức cha Laval.
- 1908 - Khởi công năm 1905, Trường Nông nghiệp Macdonald thuộc Đại học McGill được khánh thành nhờ sự hảo tâm của 'ông vua ngành thuốc lá', W.C. Macdonald.
- 1908 - Đại hội ở Québec của Hội đoàn công giáo Thanh thiếu niên Canada gốc Pháp (ACJC).
- 1908 - Khởi đầu của tạp chí Revue franco-américaine.
- 1908 - Đức cha Louis-Nazaire Bégin cấm trình diễn vở "La Tosca" của Victorien Sardou ở Québec.
- 1908 - Dòng Notre-Dame de Montréal thành lập trường trung học đầu tiên dành cho nữ là Trường trung học Marguerite-Bourgeoys ở Westmount. Phải đến năm 1925 một trường thứ hai như vậy mới được thành lập ở Sillery (thành phố Québec). Khác với trường trung học dành cho nam, trường nữ mãi đến năm 1959 mới được chính phủ trợ cấp.
- 1909 - Luật về tai nạn lao động được Nghị viện tỉnh thông qua. Luật này buộc giới chủ phải bồi thường cho công nhân bị tai nạn lao động.
- 1909 - Do các nhu cầu trong ngành công nghiệp, tình hình cấp bách trong lĩnh vực đào tạo kỹ thuật khiến chính phủ Canada phải lập ra Ủy ban hoàng gia điều tra việc giảng dạy kỹ thuật.
- 1909 - Đại hội về sự "Điều độ" diễn ra ở Québec.
- 1909 - Jules Fournier, giám đốc tờ báo Le Nationaliste, bị bắt giam sau vụ xét xử vì nhục mạ theo đơn kiện của thủ hiến Lomer Gouin.
- 1909 - Joseph Barnard thành lập tuần báo Le Bien public.
- 1909 - Khởi đầu của nguyệt san Le Terroir.[1]
- 1909 - Câu lạc bộ khúc côn cầu trên băng Les Canadiens de Montréal (Montréal Canadiens) ra đời.[2]

## Thập niên 1910
- 1910 - Henri Bourassa thành lập nhật báo Le Devoir, tiếp nối tuần san Le Nationaliste; hai nhà báo của tuần san này là Olivar Asselin và Jules Fournier gia nhập tờ báo mới. Nhật báo này có đặc điểm là quy định công ty phải duy trì sự độc lập của mình.
- 1910 - Biểu quyết luật về giờ lao động của phụ nữ và trẻ em trong một số nhà xưởng nhằm giảm nhẹ các điều kiện làm việc của họ.
- 1910 - Từ ngày 6 đến ngày 11 tháng 9 diễn ra Đại hội Thánh thể Montréal, là đại hội công giáo quốc tế đầu tiên được tổ chức ở châu Mỹ. Lịch sử ghi nhận bài phát biểu của Henri Bourassa bênh vực tiếng Pháp trong thời điểm có ý kiến đòi thống nhất số người Canada gốc Pháp vào cộng đồng người công giáo nói tiếng Anh ở châu Mỹ bằng việc từ bỏ tiếng Pháp.
- 1910 - Máy bay lần đầu tiên bay qua bầu trời Montréal.
- 1911 - Phát hiện vàng lần đầu tiên trong vùng Malartic-Val-d'Or. Nhưng mãi đến năm 1928 những kết quả thăm dò chỉ dấu này mới đủ chắc chắn để cho phép khai thác mỏ Sullivan.
- 1911 - Khoa luật Trường đại học McGill tiếp nhận phụ nữ. Thế nhưng số phụ nữ đầu tiên tốt nghiệp không thể hành nghề bởi Đoàn luật sư không chấp nhận phụ nữ mãi đến năm 1941.
- 1911 - Ủy ban công giáo sáp nhập thành phần các trường mẫu giáo vào cơ cấu trường học hiện hữu.
- 1912 - Với sự đồng ý của Québec, Quốc hội Canada mở rộng biên giới phía bắc của Québec đến tận eo biển Hudson bằng đạo luật Boundaries Extension Act (Đạo luật mở rộng biên cương).
- 1912 - Quy định 17 được Nghị viện tỉnh Ontario biểu quyết, giới hạn việc dạy tiếng Pháp ở hai năm đầu cấp tiểu học. Điều này khiến người nói tiếng Pháp càng nghi kị hơn đối với vùng Canada nói tiếng Anh, nhất là trong cuộc khủng hoảng về chế độ quân dịch.
- 1912 - Thành lập khoa hoá Trường đại học McGill.
- 1912 - Tổng tuyển cử (Québec): Đảng Tự do giành đa số ghế.
- 1912 - Quốc hội Canada thông qua một đạo luật về giảng dạy nông nghiệp, "thiết lập lần đầu tiên một chương trình liên kết về mặt giáo dục. Chính quyền liên bang đã lợi dụng ưu thế mình có đối với các tỉnh về mặt nông nghiệp và di trú để thông qua luật này."
- 1914 - Khởi đầu của Thế chiến thứ nhất.
- 1914 - Ngày 29 tháng 5, tàu khách Empress of Ireland thuộc hãng Canadien Pacifique bị đắm ngoài khơi thị trấn Sainte-Luce, khiến 1012 người thiệt mạng. Thành phố Rimouski đã huy động nhân vật lực để tiếp nhận hàng trăm người sống sót.
- 1916 đến 1922 - Phụ nữ được quyền bầu cử ở tất cả các tỉnh của Canada cũng như ở cấp liên bang năm 1917. Riêng tỉnh Québec vẫn là ngoại lệ đến năm 1940.
- 1916 - Tiếng Anh trở thành ngôn ngữ giảng dạy duy nhất được cho phép trong hệ thống trường công lập của tỉnh Manitoba. Cộng đồng đông đảo người nói tiếng Pháp bị buộc phải cho con em đến trường học tiếng Anh mãi đến năm 1970.
- 1916 - Tổng tuyển cử (Québec): Đảng Tự do giành đa số ghế.
- 1916 - Hội đồng nghiên cứu quốc gia được thành lập ở Ottawa. Đây là lần đầu tiên một cơ quan liên bang quản lý chương trình các trợ cấp trực tiếp cho trường đại học và nhà nghiên cứu mà không phải qua trung gian các tỉnh.
- 1917 - Nhiều cuộc biểu tình dữ dội nổ ra ở Québec sau khi chính quyền liên bang áp đặt chế độ quân dịch. Xem Cuộc khủng hoảng về chế độ quân dịch năm 1917.
- 1918 - Phản ứng đối với cuộc khủng hoảng về chế độ quân dịch, đại biểu thuộc Đảng Tự do là Joseph-Napoléon Francoeur đã trình một bản kiến nghị đề xuất sự độc lập cho Québec, nếu các tỉnh khác cho rằng Québec là một trở ngại cho công cuộc phát triển của Canada. Lomer Gouin thuyết phục ông rút lại bản kiến nghị trước khi diễn ra biểu quyết.
- 1918 - Lionel Groulx trở thành giáo sĩ công giáo đầu tiên công khai tố cáo các bất công đối với số người nói tiếng Pháp. Ông tố cáo bộ mặt đơn ngữ tiếng Anh của Montréal, sự vắng mặt của tiếng Pháp trên đồng tiền Canada, trên các phiếu ngân hàng, v.v., và cả sự vắng mặt của tiếng Pháp tại Ottawa, thủ đô liên bang.
- 1918 - Khoa y (năm 1918) sau đó là khoa nha (năm 1922) của Đại học McGill tiếp nhận sinh viên nữ.
- 1919 - Ngày 8 tháng 5, một phân hiệu của Đại học Laval đặt tại Montréal năm 1878 trở nên tự trị, đánh dấu sự ra đời của Đại học Montréal.
- 1919 - Tổng tuyển cử (Québec): Đảng Tự do giành đa số ghế.
- 1919 - Nghị viện tỉnh biểu quyết Luật về lương tối thiểu của phụ nữ. Đàn ông và trẻ em phải đợi đến năm 1937.
- 1919 - Thành lập các trường kỹ thuật Hull, Saint-Hyacinthe và Sherbrooke.

## Thập niên 1920
- 1920 - Marie-Anne Houde bị xử phạm tội giết Aurore Gagnon, người con ghẻ mà bà đã hành hạ nhiều năm qua. Câu chuyện của Aurore, đứa trẻ đoạ đày, được chuyển thành hai vở kịch (năm 1921, 1982) và hai bộ phim (1952, 2005). Vở kịch năm 1921 được diễn nhiều nhất trong lịch sử xứ Québec.
- 1920 - Thành lập Khoa các môn khoa học của Đại học Montréal. Đây là khoa các môn khoa học đầu tiên ở vùng Canada nói tiếng Pháp. Quỹ Rockefeller cung cấp 25.000 $ hàng năm trong vòng mười năm để trang bị các phòng thí nghiệm về vật lý, hoá học và sinh học.
- 1920 - Thành lập Khoa các khoa học xã hội, kinh tế và chính trị tại Đại học Montréal. Tuy nhiên, trong vòng hơn một phần tư thế kỷ, khoa này chỉ là nơi trau dồi văn hoá hơn là đào tạo.
- 1920 - Thành lập Trường Nông nghiệp Sainte-Anne-de-la-Pocatière, tiền thân của Khoa nông nghiệp thuộc Đại học Laval.
- 1921 - Khánh thành nhà bảo tàng McCord.
- 1921 - Cuộc đình công của nhân viên chữa cháy và của cảnh sát Québec.
- 1921 - Hội Ku Klux Klan được thành lập ở Montréal. Nhóm này được cho là đã gây ra nhiều vụ cháy mang tính phạm tội và phá huỷ nhiều cơ sở tôn giáo.
- 1921 - Thành lập Trường đại học hoá học thuộc Đại học Laval. Việc thành lập có sự đóng góp một triệu đô-la của chính quyền tỉnh và sự quyên góp được tổ chức trong dân chúng và các nhà công nghiệp, mà khẩu hiệu là "Đã đến lúc đào tạo các nhà hoá học cho công nghiệp".
- 1921 - Tháng 9, thành lập Liên đoàn Công nhân công giáo Canada (Confédération des travailleurs catholiques du Canada - CTCC) ở Hull.
- 1922 - Một nhóm nghiên cứu thuộc Khoa y Đại học Toronto tìm ra chất insulin; khám phá quan trọng này mang lại cho họ giải thưởng Nobel y học.
- 1922 - Thành lập Hội sinh học Montréal. Mục đích của hội là nghiên cứu và phổ biến kiến thức.
- 1922 - Luật về khuyến khích giảng dạy ngành rừng, ngành giấy và đẩy mạnh các nghiên cứu về rừng.
- 1922 - Joseph-Armand Bombardier chế tạo nguyên mẫu đầu tiên của chiếc mô-tô trượt tuyết, đặt tên là Snowdog (Chó tuyết). Sáng chế này dẫn đến việc thương mại hoá chiếc ô-tô trượt tuyết Bombardier Snowmobile năm 1936, nhưng chiếc mô-tô thương mại đầu tiên (tên là Ski-Doo) chỉ được ráp hoàn chỉnh năm 1959.
- 1922 - Trạm phát thanh CKAC ở Montréal bắt đầu phát sóng. Đây là kênh phát thanh thương mại đầu tiên của Québec.
- 1923 - Tổng tuyển cử (Québec): Đảng Tự do giành đa số ghế.
- 1923 - Thành lập Hội vạn vật học Canada và Hội Canada Pháp ngữ vì sự tiến bộ của khoa học (Association Canadienne-française pour l'avancement des sciences - ACFAS); Hội vạn vật học Canada nằm trong ACFAS. Trong thời gian đầu ACFAS chỉ tổ chức các hội nghị và làm công tác phổ biến để xúc tiến khoa học.
- 1923 - Cộng đồng các Thầy dòng Đức Bà Nhân từ (les Frères de Notre-Dame de la Miséricorde) được du nhập vào Québec.
- 1924 - Đình công của công nhân xưởng Eddy ở Hull.
- 1924 - Louis-Janvier Dalbis thành lập Viện khoa học Pháp-Canada với sự ủng hộ của nhiều nhân sĩ trong giới khoa học và chính trị. Cơ sở được khánh thành năm 1927.
- 1924 - Quỹ Rockefeller chấp thuận tài trợ việc thành lập một trung tâm nghiên cứu ở bệnh viện y khoa Royal Victoria; cùng với Bệnh viện đa khoa Montréal, đây là một trong hai bệnh viện y khoa được sáp nhập vào Đại học McGill từ năm 1919.
- 1926 - Đình công của các công nhân ngành giày ở Québec.
- 1927 - Tổng tuyển cử (Québec): Đảng Tự do giành đa số ghế.
- 1927 - Hội đồng Tư vấn Luân đôn (Conseil privé de Londres - Her Majesty's Most Honourable Privy Council) ấn định đường ranh giới giữa Labrador và Québec mà tỉnh này không đồng ý. Vấn đề vẫn chưa được chính thức giải quyết đến tận ngày nay.
- 1927 - Từ ngày 1 tháng 4, căn cứ một đạo luật mới, đại biểu thuộc Nghị viện lập pháp không còn phải từ chức để sau đó tham gia một cuộc bầu cử bán phần nếu muốn trở thành thành viên của Hội đồng bộ trưởng.
- 1927 - Khánh thành Viện khoa học Pháp-Canada. Mục tiêu của Viện là tăng cường các quan hệ với nước Pháp qua việc tiếp nhận những giáo sư được mời.
- 1928 - Hội đồng Tư vấn Luân đôn xem xét có lợi cho những phụ nữ đã từ lâu đòi hỏi được thừa nhận tư cách pháp nhân về mặt luật pháp.
- 1929 - Luật về cấp một khoản kinh phí nhất định là 500.000 $ để xúc tiến việc giảng dạy nông nghiệp.
- 1929 - Luật cho phép cấp một khoản kinh phí nhất định là một triệu $ cho Đại học Montréal.
- 1929 - Chứng khoán Phố Wall sụp đổ. Cuộc Đại suy thoái bắt đầu.

## Thập niên 1930
- 1930 - Trong cuộc bầu cử liên bang ngày 28 tháng 7, đảng Bảo thủ của Richard Bedford Bennett đánh bại đảng Tự do.
- 1930 - Khánh thành cầu Jacques-Cartier ở Montréal (tên ban đầu là Pont du Havre, tiếng Anh là Harbour Bridge).
- 1930 - Khí cầu lái được R100 của Vương quốc Anh vượt Đại Tây Dương và khi đến nơi được buộc vào cột trụ tại sân bay Saint-Hubert gần Montréal.
- 1930 - Bộ mỏ của tỉnh Québec thành lập ban nghiên cứu thủy sinh học.
- 1930 - Luật cho phép cấp một khoản trợ cấp nhất định là 50.000 $ hàng năm cho Đại học Laval để thành lập và duy trì một học viện sinh học chuyên môn về vi trùng học và vệ sinh dinh dưỡng để phục vụ công tác môi trường.
- 1930 - Nghị viện biểu quyết ngày 4 tháng 12 Luật về việc giúp đỡ người thất nghiệp, qua đó phê chuẩn bản thoả thuận được thông qua giữa chính quyền liên bang và tỉnh Québec.
- 1930 - Số lượng các đơn vị bầu cử ở Québec tăng từ 75 lên 90.